# Magyarok Nagyasszonya-bazilika

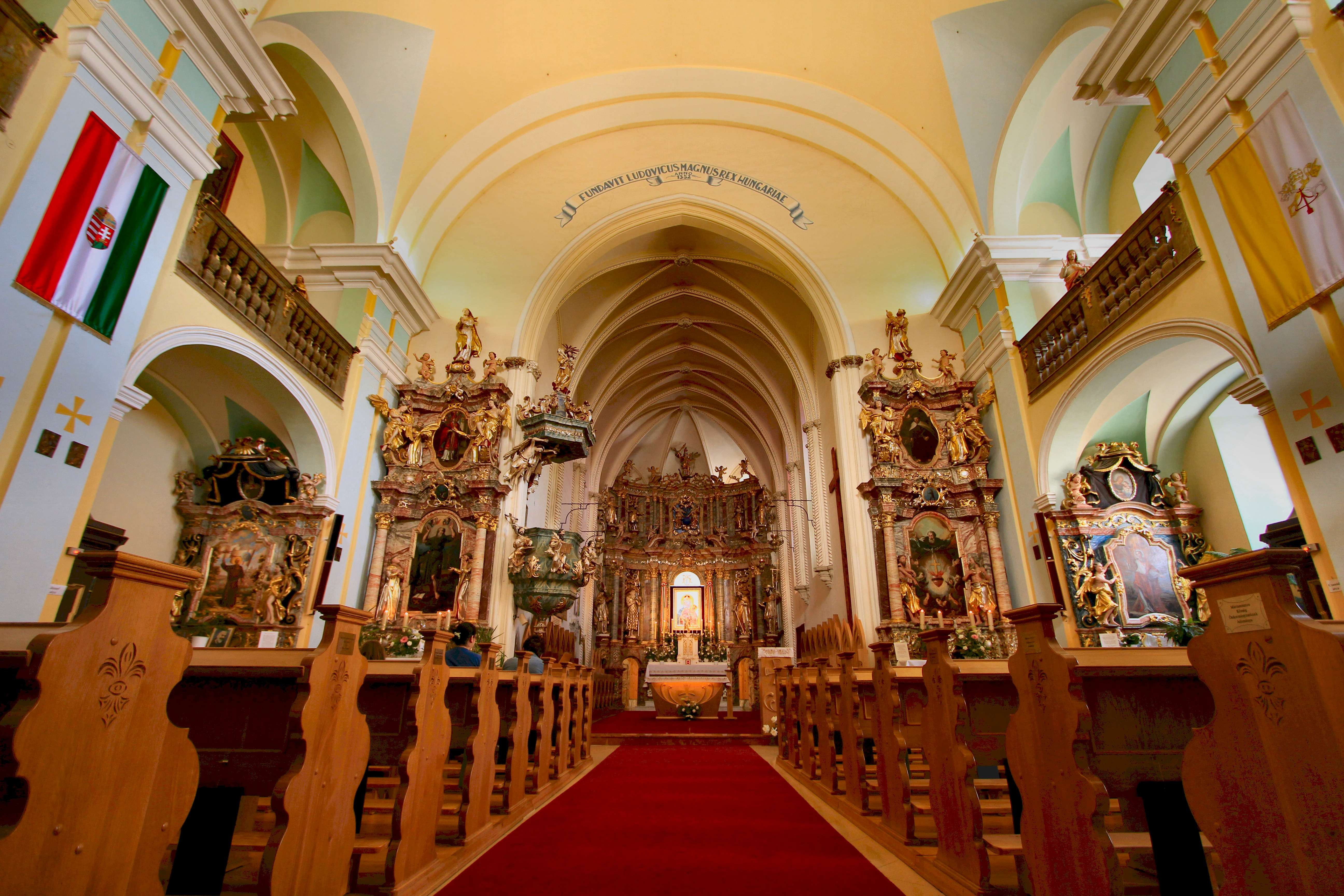
A templom belseje

A Magyarok Nagyasszonya-bazilika római katolikus plébániatemplom Pest vármegyében, Márianosztrán fekszik. A Váci egyházmegye Mária Istenszülő tiszteletére felszentelt egykori kolostortemploma basilica minor rangot visel. 

## Története
Nagy Lajos király 1352-ben az újonnan alapított pálosoknak templomot és kolostort építtetett egy vidéki területen, amelyben lánya, Szent Hedvig nevelkedett. A kolostor körül később kialakult település a kolostor patrónusáról, a latin Maria nostra („A mi Máriánk”), a  Márianosztra nevet kapta. A török hódoltság során a komplexum rommá vált. Az 1712-es átépítés után a templomot 1729-ben újjászentelték, és megkapta a częstochowai Jasna Góra pálos kolostor Fekete Madonna-képét. Az első orgonát 1774-ben, a jelenlegit a karzaton 1904-ben helyezték üzembe. 1786-ban a feloszlatott pálosoknak el kellett hagyniuk a kolostort, amelyet később börtönként használtak, a templomot pedig egy újonnan alakult plébánia kapta. 1989-ben a pálosok visszatértek Magyarországra, hogy gondozhassák ezt a szentélyt is. 2012-ben a templom XVI. Benedek pápától Basilica minor rangot nyert.

## Felépítése
A templom a kolostorral együtt belső udvart fog közre. A homlokzat szimmetrikus: négyzet alapon két alacsony oldaltorony, középen a bejárattal. A barokk hajó és az alsó gótikus kórus azonos hosszúságúak. Utóbbit sokszögletű apszis zárja, amelyben a főoltár áll Szűz Mária képével és szentek faszobraival. A karzat mennyezetén bordás keresztboltozat, a hajóban hat mellékoltár található.

## Fordítás
- Ez a szócikk részben vagy egészben  a   Basilika Maria Königin von Ungarn című német Wikipédia-szócikk ezen változatának fordításán alapul.  Az eredeti cikk szerkesztőit annak laptörténete sorolja fel. Ez a jelzés csupán a megfogalmazás eredetét és a szerzői jogokat jelzi, nem szolgál a cikkben szereplő információk forrásmegjelöléseként.